# نقاشی صخره‌ای پیرگوران
نقاشی صخره‌ای پیرگوران مربوط به دوران پیش از تاریخ ایران باستان است و در شهرستان سراوان، بخش جالق، روستای ناهوک واقع شده و این اثر در تاریخ ۹ اردیبهشت ۱۳۸۲ با شمارهٔ ثبت ۸۵۰۷ به‌عنوان یکی از آثار ملی ایران به ثبت رسیده است.